# Семёнова, Светлана Григорьевна
Светла́на Григо́рьевна Семёнова (23 августа 1941, Чита — 9 декабря 2014, Москва) — советский и российский философ, литературовед, историк русской мысли и литературы, кандидат филологических наук, член Союза писателей России, исследователь и публикатор наследия Н. Ф. Федорова, специалист по русскому космизму. Педагог высшей школы.

## Биография
Родилась в Чите в семье военнослужащего. Отец Семенов Григорий Алексеевич (1914—1984), участник Великой Отечественной войны, подполковник, много лет работал военным комиссаром в Молдавии (села Слободзее, Котюжаны). Мать, Семенова Вера Ивановна (1919—1975) — дошкольный работник, затем — домохозяйка. В 1958 году окончила Котюжанскую среднюю школу Молдавской ССР с серебряной медалью, в 1958—1964 г. училась на романо-германском отделении филологического факультета МГУ, который окончила с отличием. Дипломная работа посвящена поэзии Гийома Аполлинера. В 1964—1965 г. и 1970—1973 гг. работала преподавателем французского языка в Военном институте иностранных языков. В 1965—1967 гг. училась в аспирантуре Литературного института им. А. М. Горького на кафедре зарубежной литературы. В 1973 г. защитила в МГУ кандидатскую диссертацию «Философский роман Ж.-П.Сартра и А. Камю:  "Тошнота", и "Посторонний"». С 1974 по октябрь 1977 года заведовала кафедрой иностранных языков в Литературном институте им. А. М. Горького. С 1977 г. перешла на творческую работу: писала книги, статьи, готовила публикации, посвященные наследию Н. Ф. Фёдорова и русской литературе. В декабре 1980 г. вступила в Профессиональный комитет литераторов при издательстве «Советский писатель». С октября 1986 г. — член Союза писателей России. В 1987 г. создала философский семинар по изучению и распространению наследия Н. Ф. Фёдорова, которым руководила по 2014 год. С 1988 г. — научный, с 1992 — ведущий, с 1998 — главный научный сотрудник Института мировой литературы им. А. М. Горького РАН. Принимала активное участие в создании и работе Музея-библиотеки Н. Ф. Фёдорова.

## Научная деятельность
Свою исследовательскую деятельность С. Г. Семёнова начинала как историк зарубежной литературы. Первые работы были посвящены становлению жанра философского романа, которые она рассматривала на материале прозы французских просветителей Ш. Монтескьё, Вольтера, Ж. Ж. Руссо, Д. Дидро и экзистенциалистов Ж. П. Сартра и А. Камю. Исследуя структуру образа философского героя, С. Г. Семёнова выявляла в нём черты героя-идеолога, демонстрировала связь философского романа с традицией описательно-моралистической прозы XVII—XVIII веков, образцы которой представляют собой художественно-философское единство. Интерес к культурным явлениям, которые находятся на стыке художественного и философского дискурса, С. Г. Семёнова объясняла их открытостью «вечным вопросам» «о смысле существования, о начале и конце, о времени и вечности, об отношении духа и материи, человека и космоса, о природе самого человека, о судьбе и свободе, о культуре, о Боге…».
С начала 1970-х годов исследовательский интерес С. Г. Сёменовой сместился в сторону русской культуры, философии и литературы. В 1972 г. в орбиту её внимания попала «Философия общего дела» Н. Ф. Фёдорова. Знакомство с наследием «Московского Сократа», как называли Фёдорова его современники, определило всю дальнейшую жизнь С. Г. Семёновой. После сорокалетнего периода забвения она вернула наследие философа в русскую культуру. В 1975 г. подготовила первую в советские годы публикацию Н. Ф. Фёдорова — его статью «Фауст» Гёте и народная легенда о Фаусте" для сборника «Контекст». Очерк «Николай Федорович Фёдоров (Жизнь и учение)» в альманахе «Прометей», ставший хрестоматийным, открыл советскому читателю личность и мир идей философа общего дела. В 1982 г. в серии «Философское наследие» вышло первое в СССР издание сочинений Н. Ф. Фёдорова, подготовленное С. Г. Семёновой. Издание было объявлено «идеологической диверсией», а книга С. Г. Семёновой «„В усилии к будущему времени…“ Н. Ф. Федоров и судьба его идей в русской и советской литературе», которая должна была выйти в издательстве «Современник», была рассыпана. В 1995—2000 г. совместно с дочерью А. Г. Гачевой подготовила первое научное собрание сочинений Фёдорова. В книгах «Николай Федоров: творчество жизни» (М.: Советский писатель, 1990) и «Философ будущего века — Николай Федоров» (М.: Пашков дом, 2004) рассматривала Фёдорова как философа активного христианства, представила его диалог с русской и мировой философией, влияние его идей на культуру XX века, их значение для современности.
Ещё в конце 1970-х — 1980-е гг. С. Г. Семёнова в статьях, посвященных влиянию идей Фёдорова на Ф. М. Достоевского, Л. Н. Толстого, А. М. Горького, А. П. Платонова, М. М. Пришвина, Н. А. Заболоцкого, Б. Л. Пастернака, выявляла философский ракурс их творчества. Со второй половины 1980-х годов она создает свою философию русской литературы, прочтя и прокомментировав её «sub specie отношения к смерти». В статьях и книгах «Валентин Распутин» (1987), «Преодоление трагедии: вечные вопросы русской литературы» (1988), «Метафизика русской литературы» (2004) и др. трактовала русскую литературу XIX—XX в. как синкретическую, образно-художественную философию, показывая, как метафизика писателя постигается через поэтику его текста. Работы С. Г. Семёновой об Андрее Платонове, об «идее жизни» писателя, фундаментальных константах его художественного мира (смерти, родственности, памяти, эросе) дали толчок развитию философского платоноведения.
С. Г. Семёнова описала феномен русского космизма, разработала концепцию двух ветвей этого течения — активно-эволюционной, ноосферной, и активно-христианской, ввела категорию «активной эволюции» как нового сознательно-творческого этапа развития мира, направляемого разумом, нравственным чувством и верой. Рассматривая взгляды В. И. Вернадского, обосновала понятия «ноосфера как реальность» (наличная деятельность человечества на земной планете, которая чревата кризисами, поскольку сам человек в его смертной природе является несовершенным, кризисным существом) и «ноосфера как идеал» (будущий преображенный, бессмертный строй мира). Выделив два аспекта понятия «природа» (совокупность всего живого и неживого и порядок бытия, основанный на борьбе за существование, вытеснении, смерти), по-новому интерпретировала проблему «человек и природа», противополагая ноосферные установки русского космизма ряду положений «нового экологического сознания» с его пафосом отрицания ведущей роли человека в бытии. Подчеркивала необходимость нового фундаментального выбора цивилизации, который предполагает эволюционную ответственность человечества, противопоставила существующей модели глобализации «реализацию идеалов ноосферы активного христианства» Исследовала творчество П. Тейяра де Шардена, представив биографию мыслителя в контексте эпохи, этапы созревания учения христианского эволюционизма, проанализировала родство идей французского мыслителя с традицией рус. религиозной философии конца XIX — первой трети XX в. и русским космизмом.
Муж и собеседник С. Г. Семёновой Г. Д. Гачев называл её статьи и книги явлением Женского Логоса. В книгах «Тайны Царствия Небесного» (написана на рубеже 1970-х — 1980-х гг., долгие годы ходила в машинописи, опубл.: М., 1994) и «Тропами сердечной мысли. Этюды, фрагменты, отрывки из дневника» (2012) С. Г. Семёнова представила свою философию бессмертия и воскрешения, положив в её основу идеи Федорова о соработничестве веры и знания в деле преображения мира. Продолжала и развивала представления мыслителей русского религиозно-философского возрождения о богочеловечестве, активно-творческой эсхатологии, условности апокалиптических пророчеств, проблеме апокатастасиса. Опираясь на идею всеобщности спасения, обосновала «этику снисхождения», принцип которой — «глубинное понимание», «тотальное прощение», утверждая её связь с «философией восхождения», ориентирующей на выход к бытийному совершеннолетию, на гармонизацию природы человека. В книге «Глаголы вечной жизни: Евангельская история и метафизика в последовательности Четвероевангелия» (М.: Академический проект, 2000)соединила святоотеческую традицию экзегетики с активно-христианским взглядом русской религиозной философии, по-новому высвечивающим метафизический смысл событий Священной истории.

## Книги и статьи

### Книги
- Валентин Распутин. М.: Советская Россия, 1987. http://nffedorov.ru/texts/kp/ras.pdf
- Преодоление трагедии: «Вечные вопросы» в литературе. М.: Советский писатель, 1989. http://nffedorov.ru/texts/kp/pt.pdf
- Николай Федоров. Творчество жизни. М.: Советский писатель, 1990.
- Тайны Царствия Небесного. М.: Педагогика-Пресс, 1994. http://nffedorov.ru/texts/kp/tzn.pdf
- Глаголы вечной жизни: Евангельская история и метафизика в последовательности Четвероевангелия. М.: Академический проект, 2000. http://www.nffedorov.ru/texts/GVZ.pdf
- Русская поэзия и проза 1920—1930-х годов. Поэтика — видение мира — философия. М.: ИМЛИ РАН, 2001.
- Гачева А. Г., Казнина О. А., Семенова С. Г. Философский контекст русской литературы 1920—1930-х годов. М.: ИМЛИ РАН, 2003.
- Метафизика русской литературы: В 2 т. М., 2004. Т. 1. http://nffedorov.ru/texts/kp/mfrl1.pdf Т. 2. http://nffedorov.ru/texts/kp/mfrl2.pdf
- Философ будущего века — Николай Федоров. М.: Пашков дом, 2004. http://nffedorov.ru/wiki/%D0%A1%D0%B5%D0%BC%D0%B5%D0%BD%D0%BE%D0%B2%D0%B0_%D0%A1.%D0%93._%D0%A4%D0%B8%D0%BB%D0%BE%D1%81%D0%BE%D1%84_%D0%B1%D1%83%D0%B4%D1%83%D1%89%D0%B5%D0%B3%D0%BE_%D0%B2%D0%B5%D0%BA%D0%B0:_%D0%9D%D0%B8%D0%BA%D0%BE%D0%BB%D0%B0%D0%B9_%D0%A4%D0%B5%D0%B4%D0%BE%D1%80%D0%BE%D0%B2_(%D0%BC%D0%BE%D0%BD%D0%BE%D0%B3%D1%80%D0%B0%D1%84%D0%B8%D1%8F)
- Мир прозы Михаила Шолохова. От поэтики к миропониманию. М.: ИМЛИ РАН, 2005.
- Паломник в будущее. Пьер Тейяр де Шарден. СПб.: РХГА, 2009 http://nffedorov.ru/w/images/7/7d/Semenova-palomnik-v-budushee.pdf
- Г. Д. Гачев, В. В. Бибихин, К. С. Пигров, С. Г. Семенова Дневник современного философа. МГИУ, 2009 (Серия «Современная русская философия», № 4).
- Тропами сердечной мысли: Этюды, фрагменты, отрывки из дневника. М.: Издательский дом «ПоРог», 2012. http://nffedorov.ru/w/images/9/9d/Semenovs-topami.pdf
- Русская литература XIX—XX веков: От поэтики к миропониманию. М.: Академический проект, 2016.
- Философ будущего — Николай Федоров. М.: Академический проект, 2019.
- Юродство проповеди: Метафизика и поэтика Андрея Платонова. М.: ИМЛИ РАН, 2020. http://ed-imli.ru/index.php/ru/74-yurodstvo-propovedi-metafizika-i-poetika-andreya-platonova
- Созидание будущего: Философия русского космизма. М.: Ноократия, 2020.

### Статьи
- Семенова С. Г. Воскрешенный роман Андрея Платонова. Опыт прочтения «Счастливой Москвы» https://magazines.gorky.media/novyi_mi/1995/9/voskreshennyj-roman-andreya-platonova.html
- Семенова С. Г. Два полюса русского экзистенциального сознания. Проза Георгия Иванова и Владимира Набокова-Сирина https://magazines.gorky.media/novyi_mi/1999/9/dva-polyusa-russkogo-ekzistenczialnogo-soznaniya.html
- Семенова С. Г. Мир Чехова: философский абрис http://moskvam.ru/publications/publication_515.html
- С. Г. Семенова. Русский космизм // Русский космизм: Антология философской мысли. М.: Педагогика-пресс, 1993. С. 3-33. http://nffedorov.ru/w/images/4/41/Russkiy_kosmizm_Antologia_pdf.pdf